# Utendorf
Utendorf är en kommun och ort i Landkreis Schmalkalden-Meiningen i förbundslandet Thüringen i Tyskland.
Kommunen ingår i förvaltningsgemenskapen Dolmar-Salzbrücke tillsammans med kommunerna Belrieth, Christes, Dillstädt, Einhausen, Ellingshausen, Kühndorf, Leutersdorf, Neubrunn, Obermaßfeld-Grimmenthal, Ritschenhausen, Rohr, Schwarza och Vachdorf.